# Chien courant de Hygen
Le chien courant de Hygen ou plus simplement hygen est une race de chiens originaire de Norvège. C'est un chien courant de taille moyenne, d'allure solide et ramassée, existant en trois couleurs différentes. Il s'agit d'un chien de chasse employé comme chien courant.

## Historique
La sélection de la race est réalisée en Norvège à la fin du XIXe siècle en croisant des chiens courants suisses comme l'argovie et des chiens courants allemands. Le fondateur de la race, Hygen, lui a donné son nom. La race est très peu connue, même dans son pays d'origine en dehors duquel il est quasiment impossible de se procurer cette race.

## Standard
Le chien courant de Hygen est un chien courant de taille moyenne, d'allure solide et ramassée. Le corps est inscriptible dans un rectangle, avec ligne du dessus ferme. Forte à la racine, sa queue s'effile vers son extrémité. Portée droite ou légèrement recourbée vers le haut, elle atteint le jarret. De grandeur et de longueur moyennes, la tête modérément large sans être lourde a la forme d'un coin. Les yeux de grandeur moyenne sont brun foncé. Attachées à hauteur moyenne, ni larges ni longues, les oreilles s'effilent et s'arrondissent à leur extrémité. Attachées à hauteur moyenne, elles tombent assez écartées contre les joues et atteignent la moitié de la truffe si elles sont repliées vers l'avant.
Le poil est droit et de préférence rude au toucher, dense, brillant et pas trop court. La face postérieure des cuisses et la queue peuvent présenter un poil un peu plus fourni. Le standard admet trois couleurs de robe : le rouge-brun (marron) ou jaune-roux, souvent charbonné en tête, sur le dos et à l’attache de la queue, avec ou sans marques blanches, le noir et feu avec ou sans marques blanches et le blanc tiqueté de rouge-brun (marron) ou de jaune-roux ou avec des marques noires et feu. 

## Caractère
Le standard FCI ne donne pas de tempérament ou de caractère typiques de la race. Il est tenace, endurant et soucieux du travail bien fait à la chasse, très doux et calme à la maison.

## Utilité
Le chien courant de Hygen est un chien courant polyvalent. Il a des prédispositions pour la garde.